# ادی، اسرائیل
ادی، اسرائیل (به لاتین: Adi, Israel) در اسرائیل است که در الجلیل واقع شده‌است.

## خصوصیات
ادی ۱٬۶۵۳ نفر جمعیت دارد.